# Заводське сільське поселення
Заводське́ сільське поселення (рос. Заводское сельское поселение) — сільське поселення у складі Парабельського району Томської області Росії.
Адміністративний центр — селище Заводський.
Населення сільського поселення становить 1054 особи (2019; 1146 у 2010, 1329 у 2002).
Станом на 2002 рік існувала Нельмачівська сільська рада (село Нельмач, присілки Сенькино, Чановка), село Високий Яр, селища Білка, Заводський та присілок Прокоп перебували у складі Парабельської сільської ради.

## Склад
До складу сільського поселення входять:
| Населений пункт    | Населення, осіб (2002) | Населення, осіб (2010) |
| ------------------ | ---------------------- | ---------------------- |
| Білка, селище      | 38                     | 28                     |
| Високий Яр, село   | 103                    | 83                     |
| Заводський, селище | 394                    | 390                    |
| Нельмач, село      | 399                    | 310                    |
| Прокоп, присілок   | 336                    | 317                    |
| Сенькино, присілок | 11                     | 4                      |
| Чановка, присілок  | 48                     | 14                     |